# 伊勢商工会議所
座標: 北緯34度29分14.6秒 東経136度42分36.1秒 / 北緯34.487389度 東経136.710028度

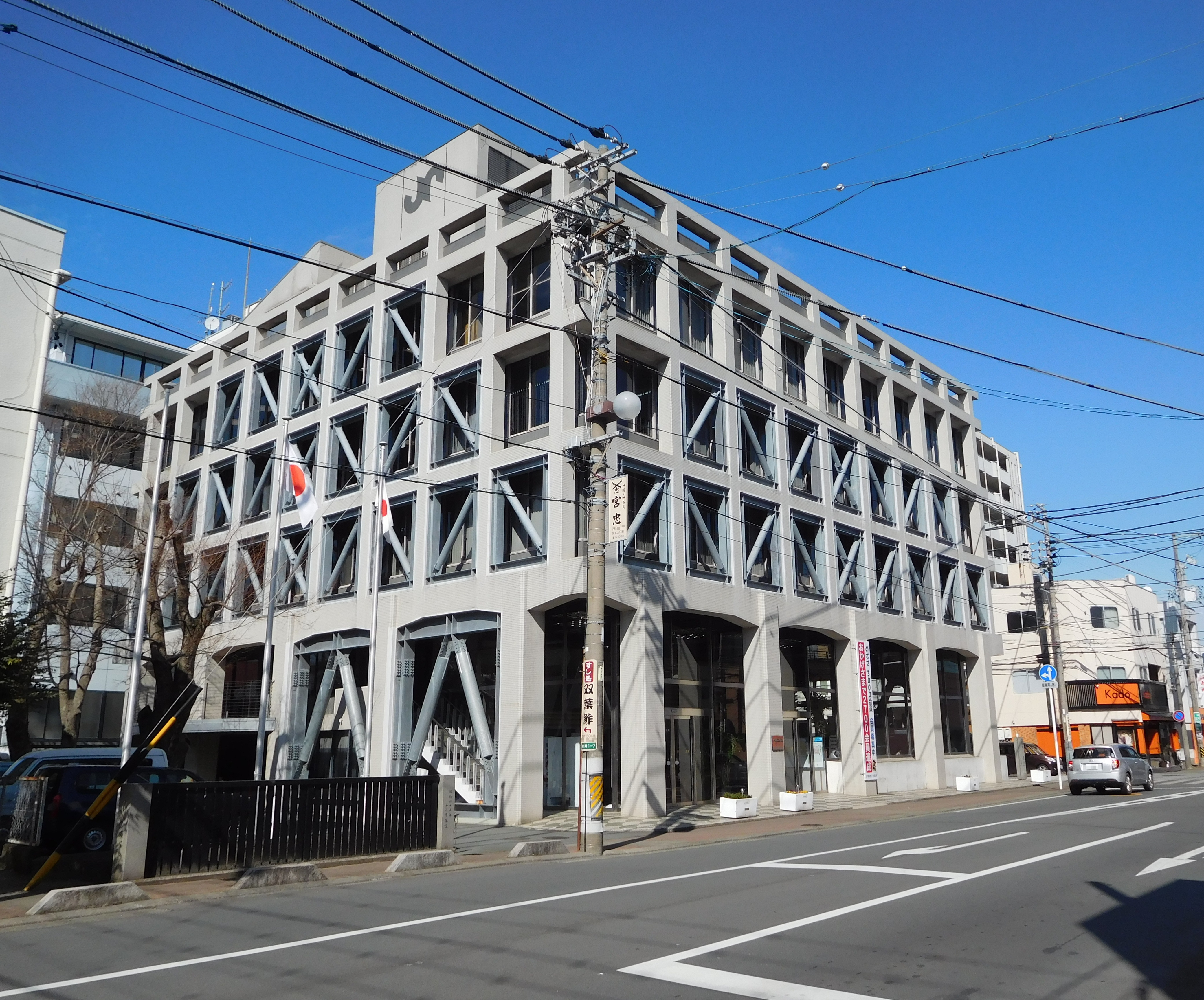
伊勢商工会議所ビル

伊勢商工会議所（いせしょうこうかいぎしょ、英称：Ise Chamber of Commerce and Industry）は、主に三重県伊勢市内に事業所をおく企業・団体で運営されている商工会議所。

## 概要
伊勢市内（旧小俣町を除く）を対象とする経済団体である。会員数は約2500人で、伊勢市周辺の政財界に強い影響力を有している。所在地は、三重県伊勢市岩渕一丁目7番17号（〒516-0037）。 
2006年（平成18年）より、年1回「検定お伊勢さん」というご当地検定を実施している。また2009年（平成21年）には「地域資源∞全国展開プロジェクト」を活用し、伊勢神宮豊受大神宮（外宮）にちなんだ丼物「御饌丼」（みけどん）を開発した。

## 沿革
1868年（明治元年）、山田三方・宇治会合が廃止され、これにかわる山田商法会所が河崎会所跡に設けられる。
1890年（明治23年）に商業会議所条例が公布、三重県内では1893年（明治26年）に津、四日市、桑名で商業会議所が設立されたが、条例の対象が県庁所在地や重要商工業都市の商工業者に限られていたため、宇治山田のような中小市街地の商工業者が設立していた組織からの改組が困難であった。
1911年（明治44年）の宇治山田実業会の発足、1920年（大正9年）の宇治山田商工会の発足を経て、商業会議所を設立する機運が高まり、1927年（昭和2年）に商工会議所法公布に伴い商工会議所設立運動に移行、1928年（昭和3年）に宇治山田商工会議所が発足する。
第二次世界大戦中の経済統制強化に伴い1943年（昭和18年）に解散するが、戦後間も無く1946年（昭和21年）に再発足する。
1955年（昭和30年）、伊勢商工会議所に改称した当時の対象地域は伊勢市、鳥羽市、度会郡全域、志摩郡全域であったが、1960年（昭和35年）の商工会法の施行に伴い、鳥羽商工会議所や二見町、御薗村を除く各町村に商工会が設立し、対象地域が伊勢市、二見町、御薗村となる。但し、現在でも鳥羽市を除く各町の会員が存在する。

### 年表
- 1868年（明治元年10月） - 河崎町に山田商法会所を設立する。
- 1911年（明治44年）4月3日 - 宇治山田実業会が発足、事務所を本町に置く。
- 1920年（大正9年）8月9日 - 宇治山田商工会が発足する。（設立総会挙行）
- 1928年（昭和3年）
  - 9月3日 - 宇治山田商工会議所の設立総会を挙行する。
  - 9月8日 - 宇治山田商工会議所の設立を申請する。
  - 9月13日 - 宇治山田商工会議所が発足（設立認可）、事務所を岩渕町の神都図書館内に置く。商工会議所発足後も宇治山田商工会は1943年（昭和15年）頃まで商工会議所内に併置し、実体を残していた。
- 1935年（昭和10年） - 宇治山田商工会議所会館（コンクリート3階建て）が岩渕町に竣工、神都会館を3階に併置したが、神都会館の帰属問題により落成式は2年後の1937年（昭和12年）5月23日に行われた。
- 1943年（昭和18年）
  - 9月28日 - 商工経済会法の施行に伴い、宇治山田商工会議所が解散する。
  - 10月1日 - 三重県商工経済会が発足、宇治山田支部に改編する。
- 1946年（昭和21年）
  - 10月20日 - 社団法人宇治山田商工会議所の設立総会を挙行する[† 3]。
  - 11月22日 - 商工大臣による設立認可、公益法人に指定される。
- 1955年（昭和30年）1月5日 - 商工会議所法に基づく法人となる。伊勢商工会議所に改称する。
- 1972年（昭和47年）8月19日 - 伊勢商工会議所会館を新築、落成式を挙行する。
- 2011年（平成23年）11月2日 - 日本商工会議所の「全国商工会議所きらり輝き観光振興大賞」において、「お伊勢さん観光案内と元気再生事業」できらり輝き観光振興賞を受賞する[3]。